# 上海化学工业区

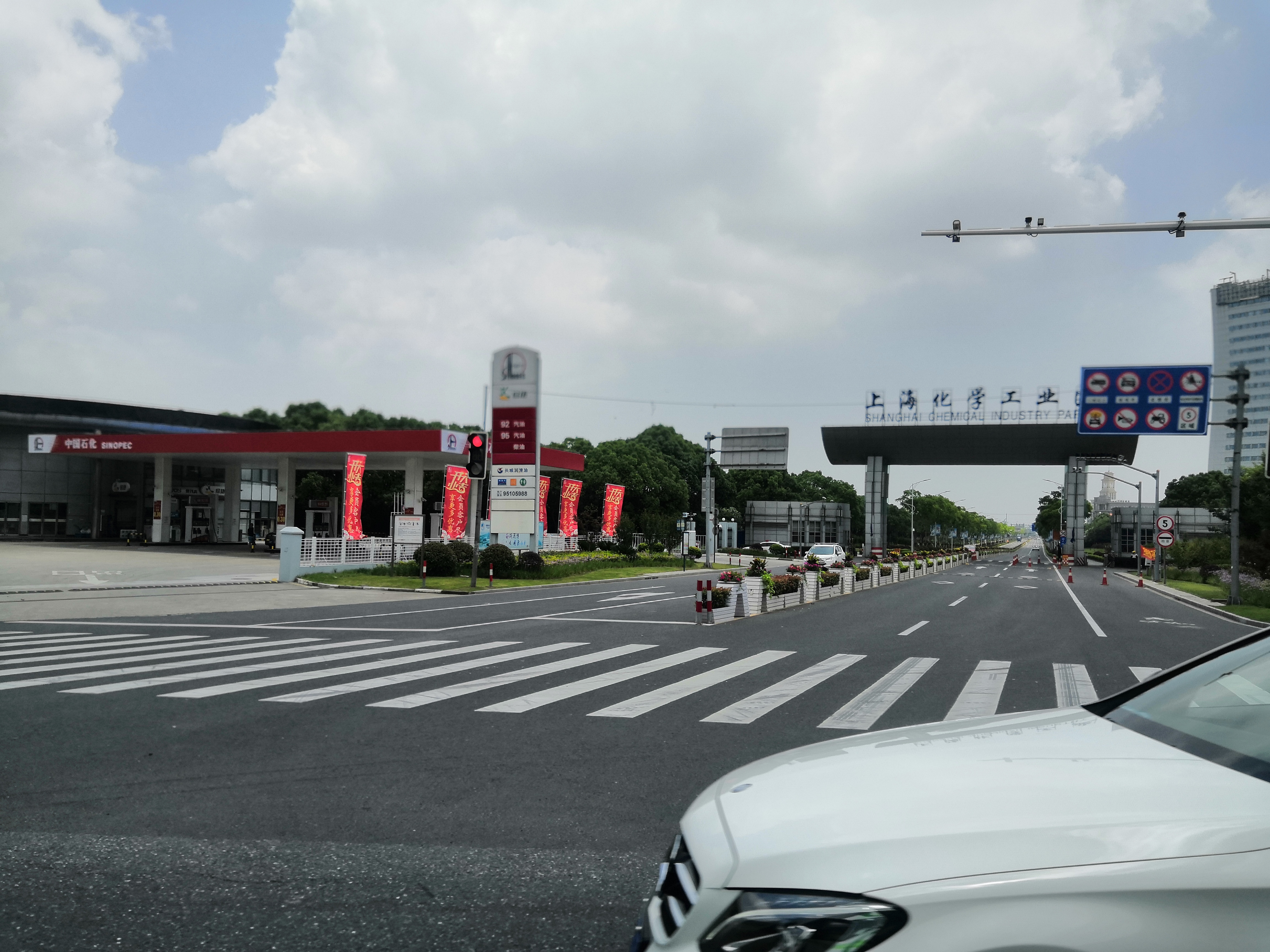
上海化学工业区西门（目华路）

上海化学工业区是上海市的一个市级产业开发区。位于上海市南部的杭州湾北岸，地跨金山区和奉贤区。是“十五”期间中国投资规模最大的工业项目之一，被誉为“上海工业腾飞的新翅膀”。